# Menodoto de Nicomedia
Menodoto de Nicomedia (en griego antiguo Μηνόδοτος ὁ Νικομηδεύς) fue un médico y filósofo griego originario de Nicomedia, en Bitinia. Vivió probablmente al comienzo del siglo II d. C.
Como filósofo se le considera adscrito al escepticismo pirrónico. Como médico formaba parte de la escuela empírica, una de las escuelas médicas del mundo grecorromano, y se le atribuye la formulación del primer método empírico de observación.
Fue discípulo de Antíoco de Laodicea y maestro de Heródoto de Tarso. Refutó algunas opiniones de Asclepíades de Bitinia y se mostró especialmente crítico con los médicos que seguían la escuela dogmática. Gozó de buena reputación y Galeno lo cita en varias ocasiones.
Sus escritos se han perdido. No obstante, parece que entre los escritos conservados de Galeno hay uno titulado Γαλήνου Παραφράστου τοῦ Μηνοδότου Προτρεπτικὸς Λόγος ἐπὶ τὰς Τέχνας, Galeni Paraphrastae Menodoti Suasoria ad Artes Oratio. Esta obra se supone que fue escrita originariamente por Menodoto y después retocada y revisada por Galeno. La obra, que fue traducida al latín por Erasmo, tiene un estilo declamatorio inusual en Galeno, lo que apoya la idea de que el libro no sería una  obra genuina de Galeno sino de Menodoto.